# 石原稚也
石原 稚也（いしはら ちがや、1960年9月18日 - ）は、日本の裁判官。高松高等裁判所部総括判事、徳島地方裁判所所長等を経て、大阪高等裁判所部総括判事。

## 人物・経歴
愛知県旧有松町（現名古屋市）出身。名古屋大学法学部卒業。1983年旧司法試験合格。1984年司法修習生（岐阜）。1986年神戸地方裁判所判事補。1988年東京地方裁判所判事補。1992年福岡地方裁判所判事補。1995年奈良地方裁判所判事補。
1996年奈良地方裁判所判事。1998年京都地方裁判所判事。2001年広島高等裁判所岡山支部判事。2005年神戸地方裁判所伊丹支部長。2008年大津地方裁判所部総括判事。2011年大阪地方裁判所部総括判事。
2016年大阪高等裁判所判事。2017年高松高等裁判所部総括判事。2018年徳島地方裁判所所長、徳島家庭裁判所所長。2020年大阪高等裁判所部総括判事。境界確定の訴えの審理で、自ら民家の屋根に上って調査にあたるなど、現場主義を自認する。趣味はクラシック音楽などの鑑賞や、家族での掛け流し温泉巡り。

## 裁判
- 鳴門競艇場への補助金の返還請求を行った住民訴訟で、泉理彦鳴門市長らに約1億1800万円の支払いを命じる判決を出した[5]。
- 第48回衆議院議員総選挙の一票の格差を争った訴訟の控訴審で、「格差が2倍以上の選挙区はなかった」として、合憲判断を示した[6]。
- 徳島市観光協会の破産手続き開始決定に対する即時抗告を棄却した。特別抗告は行われず、協会の破産手続が進められることとなった[7]。
- 死別した同性パートナー（当時75歳）の火葬への立ち会いを拒否された男性（72）が親族に対して慰謝料700万円の支払いと財産引き渡しを求めた訴訟の控訴審、請求を退けた１審・大阪地裁判決を支持し、男性の控訴を棄却した[8]。